# La Traca (llibre)
La Traca: trapelleries seculars d'un seminari pre-conciliar és un llibre de Guillem del Món, pseudònim del sacerdot i periodista Joan Subirà i Rocamora, publicat per l'Editorial Claret l'any 1983.
En el llibre s'hi recullen 35 petites històries de seminaristes, a tall d'anècdotes i en clau humorística, compreses entre el 1904 i el 1975, i que abasten bona part del segle xx, abans i després del Concili Vaticà II a què fa referència el títol. Segons explica el mateix Subirà en el pròleg, va realitzar entrevistes amb més de dues dotzenes d'antics seminaristes, per tal de garantir que de cada període històric hi hagués com a mínim dos testimonis directes.
El llibre el cita Jesús Alturo i Perucho respecte l'ús ja decadent que encara es feia del llatí: "Fins i tot en temps més recents, i ja inicialment decadents en el conreu del llatí, els espectacles col·legials coneguts amb el nom d’«acadèmies» no deixaven de fer ús del llatí, ni que fos un «llatí macarrònic de secà», com se’ns diu respecte del Seminari de Barcelona a l’amè i ben escrit llibre de Guillem del Món...".